# Unter der Flagge des Tigers
Unter der Flagge des Tigers (deutsche Alternativtitel: Das Kaperschiff und Der Korsar der Kaiserin, Originaltitel: El tigre de los siete mares) ist ein spanisch-französisch-italienischer  Piratenfilm mit einem historischen Hintergrund aus dem Jahr 1966 von den Regisseuren Sergio Bergonzelli und Roy Rowland. Das Drehbuch verfassten George de la Grandière, Gerald Savery und José Antonio de la Loma. In den Hauptrollen sind Gérard Barray, Antonella Lualdi, Geneviève Casile und Terence Morgan zu sehen. Zum ersten Mal ins Kino kam der Film am 23. August 1966 in Frankreich. In der Bundesrepublik Deutschland hatte er seine Premiere am 1. Dezember 1967.

## Inhalt
Hauptschauplatz des Films ist die Île de France im Indischen Ozean (heute besser bekannt als Mauritius, die Hauptinsel des gleichnamigen Staates, die bis 1810 zu Frankreich gehörte). Und dorthin wird zur napoleonischen Zeit der junge Leutnant Robert Surcouf aus Saint-Malo versetzt, weil er einem reichen Werftbesitzer als Schwiegersohn nicht gut genug war. Im Indischen Ozean bringt Surcouf es aber zu Ruhm und Ehren, als er die englische Blockade durchbricht und Lebensmittel für die hungernde Besatzung heranschafft. Allerdings hat er dabei auch gegen ausdrücklichen Befehl englische Schiffe gekapert, für die Surcoufs Besatzung nun keine Anteile erhalten soll. So muss er wieder nach Frankreich, wo man ihn dank der Fürsprache der Kaiserin Joséphine de Beauharnais mit ordnungsgemäßen Kaperbriefen ausstattet. Nun aber wird er erst recht zum Seehelden. Sein Nebenbuhler beim Ringen um die Hand der schönen Marie-Cathérine Blaise hat inzwischen freilich dafür gesorgt, dass ihm nur dann das Mädchen zugesprochen werden soll, wenn der durch die zurückgehaltenen Regierungsaufträge drohende Ruin der Werft aufgefangen werde. So kehrt Surcouf im Eiltempo heim und gewinnt das Rennen um die Braut.

## Kritiken
Der Evangelische Film-Beobachter zeigt sich voll des Lobes: „Der französische Seeheld Surcouf soll eine historische Gestalt sein, doch kommt es wohl mehr auf die Historizität der geschilderten Zeitumstände an, die im wesentlichen stimmen. Und auf diesem Zeithintergrund spielt sich ein durchaus schwungvoll inszeniertes Abenteuer mit einem sehr sympathischen Helden ab, das auch von der Kamera her durch schöne Aufnahmen – besonders Seebilder – besticht. Ab 12 kann man seine Freude daran haben.“ Nicht ganz so positiv urteilt das Lexikon des internationalen Films: „Abenteuerfilm mit viel Schlägereien, Degengeklirr und einer gehörigen Portion Sentimentalität.“